# توماس اندروز
توماس اندروز (به انگلیسی: Thomas Andrwes)(۷ فوریه ۱۸۷۳ - ۱۵ آوریل ۱۹۱۲) تاجر و معمار بریتانیایی که چندین کشتی از جمله کشتی آر ام اس تایتانیک طراحی کرده بود. وی در حادثهٔ غرق کشتی تایتانیک جان خود را از دست داد.

## زندگی‌نامه
او در هفتم فوریه سال ۱۸۷۳ در شهر کامبر، ایرلند شمالی در یک خانواده مرفه به دنیا آمد. در شانزده سالگی به عنوان کارآموز در شرکت هارلند و والف که مدیریت آن را عمویش برعهده داشت، مشغول کار شد. اندروز سه ماه از دوره کارآموزی خود را در فروشگاه شرکت و سپس یک ماه در کارگاه ساخت کابین کشتی و بیشتر از دو ماه را بر روی کشتی و ۱۸ ماه از ۵ سال دوره کارآموزی اش را در قسمت طراحی و نقشه‌کشی این شرکت سپری کرد. اندرو در سال ۱۹۰۱ پس از کار و تلاش‌های مؤثر و مفید در بخش‌های مختلف این شرکت به سمت مدیر ساخت و ساز این شرکت منصوب و در همان سال به عضویت مؤسسه معماران نیروی دریایی درآمد.
در سال ۱۹۰۷ اندروز به مدیر اجرایی شرکت و رئیس بخش مسافربری این شرکت منصوب شد. او در ۲۴ ژوئن ۱۹۰۸ با هِلن رایلی باربور ازدواج کرد؛ و در ۲۷ نوامبر ۱۹۱۰ دخترشان الیزابت اندروز به دنیا آمد.
و سرانجام در ۱۵ آوریل ۱۹۱۲ در کشتی تایتانیک غرق شد و جان سپرد.

## مرگ

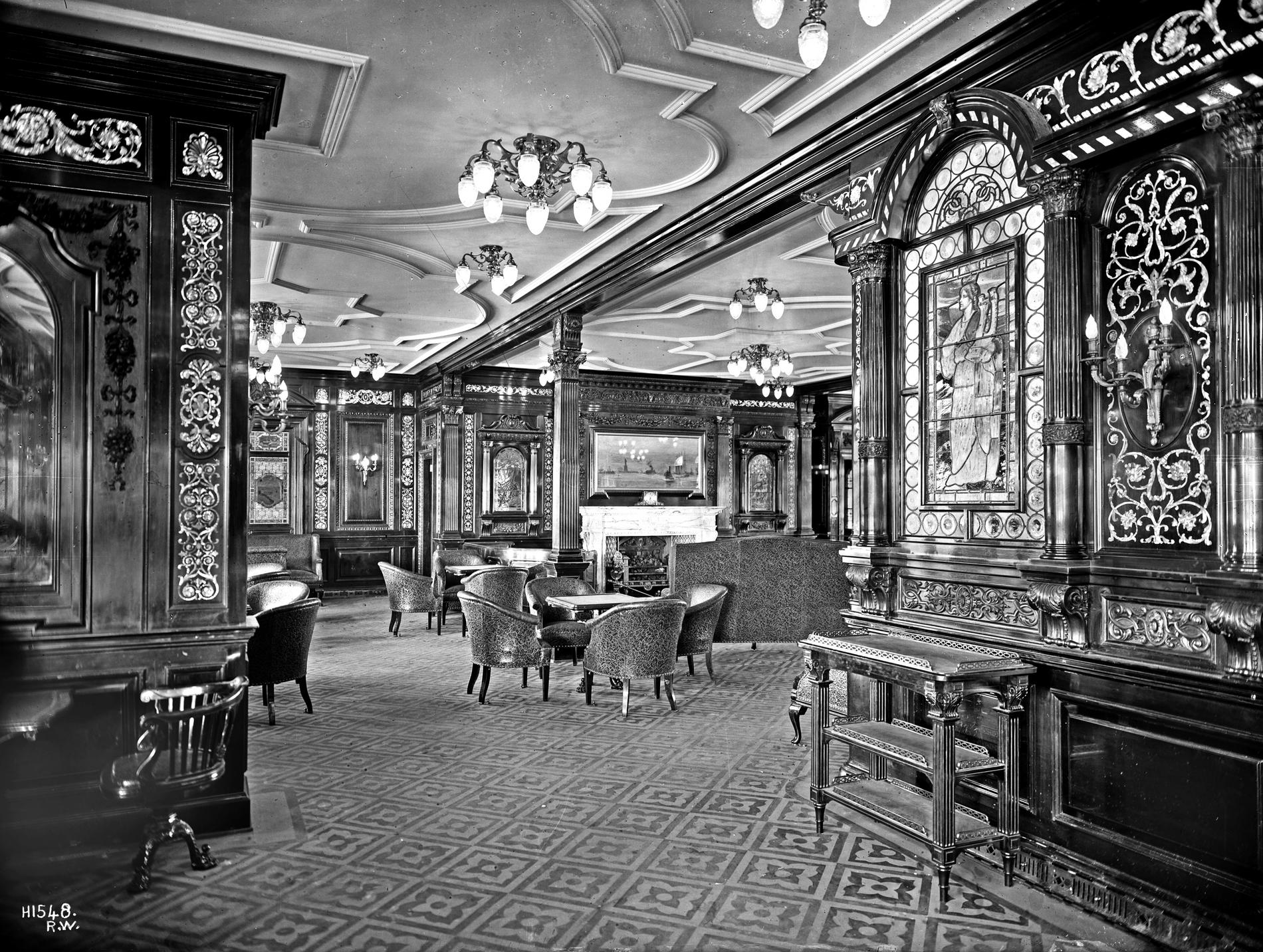
طبق اظهارات بازماندگان، اندروز آخرین بار در اتاق سیگار درجه یک دیده شد، اگر چه این موضوع مورد مناقشه است.

طبق گزارش‌ها، اندروز آخرین بار توسط جان استوارت، مأمور کشتی در حدود ساعت ۲:۱۰ صبح، ده دقیقه قبل از غرق شدن تایتانیک دیده شد. اندروز در اتاق در حال سیگار کشیدن به تنهایی ایستاده بود و به یک تابلو نقاشی خیره شده بود،
اگرچه این فاجعه تبدیل به یکی از معروف‌ترین افسانه‌های غرق شدن تایتانیک شده‌است و در کتابی که در سال ۱۹۱۲ منتشر شده‌است (توماس اندروز: کشتی سازی توسط شان بولاک) و در نتیجه آن جاودانه شد - استوارت، در واقع، کشتی را تقریباً ۱ در یک قایق نجات گذاشت:
بعد از آن لحظه شاهد مرگ و رؤیت اندروز بود. به نظر می‌رسد که اندروز مدتی در اتاق سیگار کشیدن ماند و سپس به تخلیه کمک کرد. حوالی ساعت ۲ صبح، او را دوباره در عرشه قایق دیدند. جمعیت شروع به هم زدن کشتی بودند، اما برخی از زنان تمایلی به ترک کشتی نداشتند. اندروز برای شنیدن و جلب توجه خودش، بازوهایش را تکان داد و با صدای بلند به آنها صدا می‌زد. یکی دیگر از مشاهدات گزارش شده، مربوط به اندروز که سرکشانه صندلی‌های عرشه را به اقیانوس پرتاب کرد تا مسافران بتوانند در آب چسبیده باشند، اما او احتمالاً به اشتباه چارلز جوفین نانوای اصلی، که از غرق شدن جان سالم به در برد، اشتباه کرده و گزارش داده‌است که همان کار را انجام می‌دهد. او سپس به سمت پل رفت، شاید در جستجوی کاپیتان اسمیت. آخرین بار اندروز دیده شد که در آخرین لحظات خود کشتی را ترک می‌کند؛ که او به احتمال زیاد به دریا فرا گرفت که تایتانیک را پل یک شیب ناگهانی به آب اقیانوس فرا گرفت در حدود ۲:۱۰ توماس اندروز غرق شد و جسد او هرگز پیدا نشد.
در ۱۹ آوریل ۱۹۱۲، پدرش از پسر عموی مادرش، که با بازماندگان در نیویورک صحبت کرده بود، تلگراف دریافت کرد.